# Kanton Maripasoula
Kanton Maripasoula (francouzsky Canton de Maripasoula) byl francouzský kanton v departementu Francouzská Guyana v regionu Francouzská Guyana. Tvořilo ho 5 obcí. Zrušen byl po reformě kantonů 2014.

## Obce kantonu
- Apatou
- Grand-Santi
- Maripasoula
- Papaichton
- Saül